# Didier Dinart
Didier Dinart (* 18. Januar 1977 in Pointe-a-Pitre, Guadeloupe) ist ein französischer Handballtrainer. Er gewann sowohl als Spieler als auch als Trainer die Handball-Weltmeisterschaft mit der französischen Nationalmannschaft. Dinart galt als einer der besten Abwehrspieler der Welt. Meist wurde er nur in der Abwehr eingesetzt; er konnte aber auch als Kreisläufer spielen. Als Nationalspieler hielt er gleichzeitig alle drei wichtigen Titel im Welthandball.

## Karriere als Spieler

### Verein

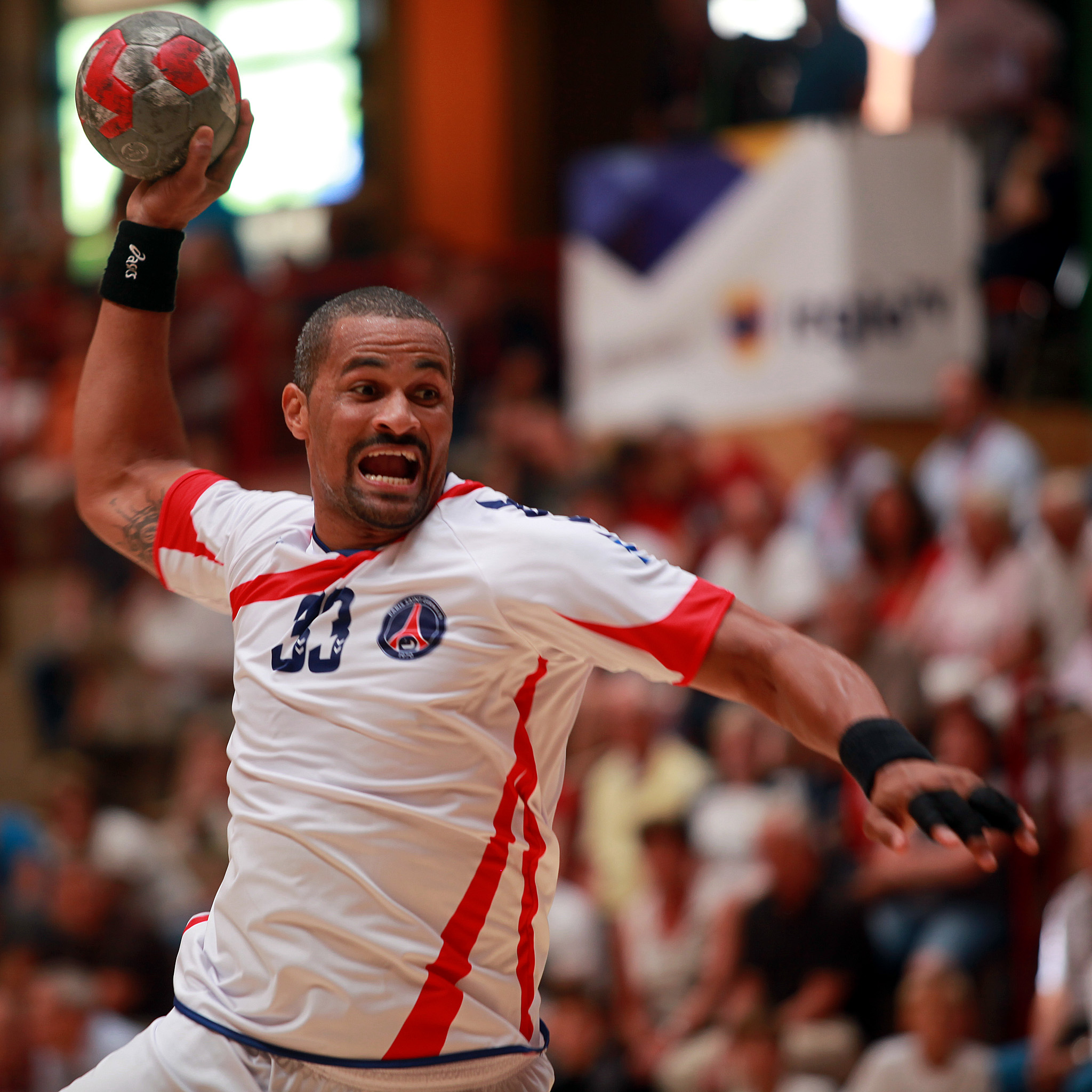
Didier Dinart im Angriff am Kreis

Didier Dinart begann seine Karriere beim Guadeloupe Universite HB auf den französischen Antillen. Nachdem er zwischenzeitlich beim Dijon Bourgogne HB, diesmal auf dem französischen Festland, angeheuert hatte, wechselte er schließlich zum französischen Spitzenclub Montpellier HB. Mit den Südfranzosen gewann er 1997/1998, 1998/1999, 1999/2000, 2001/2002 und 2002/2003 die französische Meisterschaft. Außerdem gewann er 2002/2003 mit Montpellier die Champions League. 2003 wechselte er zum spanischen Spitzenclub BM Ciudad Real, mit dem er 2003/2004, 2006/2007, 2007/2008, 2008/2009 und 2009/2010 spanischer Meister wurde und 2005/2006 erneut die Champions League sowie die Vereins-EM gewann. 2007/2008 und 2008/2009 gewann er erneut mit Ciudad Real die Champions League. Aufgrund der Lizenzübertragung von Ciudad Real nach Madrid spielte er von 2011 bis 2012 für BM Atlético de Madrid. Im Sommer 2012 schloss er sich dem französischen Verein Paris Saint-Germain an, mit dem er 2012/13 die Meisterschaft gewann. Anschließend beendete er seine Karriere.

### Nationalmannschaft
Didier Dinart bestritt 379 Länderspiele für die Französische Männer-Handballnationalmannschaft. Dabei wurde er 2001 Weltmeister und 2006 Europameister. 2005 gewann er WM-Bronze. Bei den Olympischen Spielen 2008 holte er mit Frankreich die Goldmedaille. 2009 wurde er in Kroatien Weltmeister. 2010 gewann er die Europameisterschaft in Österreich. 2011 wurde er mit dem französischen Team in Schweden erneut Weltmeister. Im Sommer 2012 gewann er mit Frankreich bei den Olympischen Spielen in London wiederum die Goldmedaille.

## Trainerkarriere
Ab 2013 arbeitete er unter Claude Onesta als Co-Trainer der französischen Nationalmannschaft, hauptsächlich an der Defensivarbeit der Mannschaft. 2014 gewann er die Europameisterschaft in dieser Funktion. 2015 gewann er dann die Weltmeisterschaft als Co-Trainer. Seit September 2016 trainiert er gemeinsam mit Guillaume Gille die französische Nationalmannschaft als Headcoach und gewann 2017 die Weltmeisterschaft im eigenen Land. Im März 2017 wurde er zum IHF-Trainer des Jahres gewählt. Bei der Handball-Europameisterschaft 2018 in Kroatien gewann er mit der französischen Auswahl die Bronzemedaille. Gleiches gelang bei der Weltmeisterschaft 2019 in Deutschland und Dänemark, als die französische Auswahl das deutsche Team mit 26:25 besiegt hat. Bei der Handball-Europameisterschaft 2020 in Norwegen, Österreich und Schweden schied seine Mannschaft allerdings bereits in der Vorrunde aus. Es war für Dinart und seinen Partner Gille somit das erste Handballgroßereignis, das ohne den Gewinn einer Medaille endete. Anschließend endete seine Tätigkeit als Nationaltrainer.
Dinart ist seit September 2021 beim französischen Zweitligisten Cavigal Nice Handball als Manager tätig. Im Dezember 2021 wurde Dinart vom saudi-arabischen Handballverband als neuer Trainer der saudi-arabischen Nationalmannschaft vorgestellt. Nachdem Saudi-Arabien unter seiner Leitung die Bronzemedaille bei der Asienmeisterschaft 2022 gewonnen hatte, beendete er sein Engagement als saudi-arabischer Nationaltrainer. Im Januar 2023 übernahm er den französischen Erstligisten US Ivry HB.
Der Handballverband Montenegros verpflichtete Dinart im Oktober 2024 als Trainer der Männer-Nationalmannschaft des Landes.

## Sonstiges
Er ist 1,97 m groß und wog zu seiner aktiven Zeit 108 kg. Didier Dinart ist verheiratet und hat eine Tochter. Er ist Offizier des französischen Nationalverdienstordens. Er ist der zweite Mann nach Heiner Brand, der als Spieler und als Trainer Handball-Weltmeister wurde. Außerdem ist er der Einzige, dem dies auch als Co-Trainer gelang. Seit 2023 ist er Mitglied der Hall of Fame der Europäischen Handballföderation.